# Västergötlands runinskrifter 20
Västergötlands runinskrifter 20 är en vikingatida runsten i Västanåker, Gösslunda socken och Lidköpings kommun. Runstenen påträffades år 1870 liggande med den runristade sidan uppåt i en bro på vägen mellan Gösslunda kyrka och Västanåkers by. Stenen restes intill bron. Den ursprungliga platsen för stenen var i Västanåker. Runstenen är av gnejs, 2,5 meter hög, 0,9 meter bred vid basen och 0,3 meter bred vid toppen samt mellan 0,20 och 0,45 meter tjock. Runhöjden är 10-14 centimeter. Stenen är en så kallad englandssten.

## Inskriften
Translitterering av runraden:
... risti × stin × iftiʀ × kurmar × sun × sin + iaʀ × uaʀ + trpin × a × iklanti ×
Normalisering till runsvenska:
... ræisti stæin æftiʀ Guðmar(?), sun sinn. Eʀ vaʀ drepinn a Ænglandi.
Översättning till nusvenska:
... reste stenen efter sin son Gudmar(?). Han blev dräpt i England.